# ویکی‌پدیای مینغکاباو
ویکی‌پدیای مینغکاباو نسخهٔ زبان مینغکاباو وب‌گاه ویکی‌پدیا است.
تا تاریخ ۱۳ آوریل ۲۰۱۴ این دانش‌نامه با بیش از ۲۲۰٬۰۰۰ مقاله در رتبهٔ سی‌ام ویکی‌پدیاها قرار داشت.